# Aphanactis
Aphanactis é um género botânico pertencente à família Asteraceae.

## Espécies
- Aphanactis antisanensis
- Aphanactis barclayae
- Aphanactis jamesoniana
- Aphanactis ollgaardii